# Buckminster
Buckminster est un village et une paroisse civile du district de Melton dans le Leicestershire, en Angleterre, qui comprend les deux villages de Buckminster et Sewstern (en). La population comptait 335 habitants en 2021. Il se trouve sur la route B676 (en), à 16 km à l'est de Melton Mowbray et à 6,4 kilomètres à l'ouest de l'A1 à Colsterworth.
La paroisse est située au nord-est du comté, à la frontière avec le Lincolnshire. Les endroits à proximité sont Coston (en), Wymondham (en) et Sproxton dans le Leicestershire, et Stainby de l'autre côté de la frontière dans le Lincolnshire.

## Histoire
Le nom du village signifie « l'église du monastère de Bucca ».
Buckminster se dresse à 152 mètres au-dessus du niveau de la mer, sans terrain plus élevé entre le village et The Wash, sur la côte est, à 59,5 km. Une balise a été construite pendant la guerre anglo-espagnole du XVIe siècle, dans le cadre d'une chaîne de balises s'étendant de la côte du Lincolnshire. Des réparations ont été ordonnées en 1625 après le retour de la guerre des pays lorsqu'une montre de 24 heures a dû être maintenue.
Pendant la majeure partie de son histoire, Buckminster était un petit village agricole. Son caractère a changé à partir des années 1790, lorsque Sir William Manners (en) a décidé de déménager dans le village et a construit Buckminster Hall. Deux grandes terrasses ont été construites entre 1795 et 1820, connues sous le nom de Bull Row et Cow Row. Ceux-ci ont été loués à des locataires qui travaillaient sur le domaine de Sir William dans le Leicestershire et le Lincolnshire. La mère de Sir William était Lady Louisa Talmash, qui devint la 7e comtesse de Dysart en 1821, après la mort de son frère. Sir William est devenu l'héritier du comté, a pris le nom de famille Talmash (plus tard Tollemache) et le titre de courtoisie Lord Huntingtower. Son arrière-petit-fils, le 9e comte de Dysart, qui hérita en 1878, dépensa beaucoup pour l'amélioration du village. Celles-ci comprenaient la démolition de la terrasse Bull Row et son remplacement par des maisons familiales jumelées de meilleure qualité, la création de salles de lecture en 1886, devenue l'Institut Buckminster en 1898 (l'ancêtre de la mairie), la restauration de l’Église Saint Jean-Baptiste et la construction d'une nouvelle école de village.
Les terres au sud et à l'est du village de Buckminster ont été exploitées pour la pierre de fer entre 1948 et 1968 sur une base roulante à ciel ouvert, les champs étant rendus à l'agriculture en une saison. Le résultat est visible dans le paysage, avec les champs de la zone exploitée, y compris autour de l'école, situés à environ 2 à 4,5 mètres sous le niveau des autres routes. La remise en état des terres a encouragé le passage de l'élevage pastoral à l'agriculture arable.
Un bunker souterrain de surveillance nucléaire a ouvert ses portes en 1961. Il a été mis hors service en 1991 et a ensuite été restauré en tant que site patrimonial.
Le début du 21e siècle a vu d'autres changements, notamment la rénovation d'anciens bâtiments pour créer des bureaux et l'installation du haut débit rapide.

## Logement
Les maisons de Buckminster reflètent son histoire en tant que village immobilier. Ils comprennent une terrasse de 17 maisons construites dans les années 1810, un joli cercle de propriétés jumelées situées dans de grands jardins et deux petites terrasses construites en 1935 et 1948. Il existe également un petit nombre de maisons individuelles du XIXe siècle, certaines ayant pour origine des fermes. Quelques-unes des propriétés les plus anciennes sont construites en calcaire, mais le matériau de construction prédominant est la brique. Toutes les propriétés commerciaux et résidentielles du village appartiennent à Buckminster Estates (en), qui est lié à la famille Tollemache qui vit à Buckminster Park : l'ancienne maison du Comte du Dysart (en). Le pub du village s'appelle le Tollemache Arms.

## Buckminster Park
Le parc Buckminster se dresse au nord-est du village. Il n'a jamais été un parc de chasse médiéval, mais trouve son origine dans un bail de terre en 1532 près de l'ancien manoir. Celui-ci a été démoli en 1951. Il a été remplacé en 1965 par une maison néo-georgienne, connue sous le nom de Buckminster Park. Les grandes écuries, construites autour d'une cour pour le 9e comte de Dysart dans les années 1880, se dressent au sud du parc, et ont été transformées en logements.
L’Église Saint-Jean-Baptiste de Buckminster (en) a été construite aux XIIIe, XIVe et XVe siècles et a été restaurée et améliorée en 1883. C'est un bâtiment classé Grade I.

## Église et mausolée
Le nom du village suggère qu'il y avait peut-être une église cathédrale ici, mais aucune preuve architecturale ou documentaire n'en subsiste. L'église Saint-Jean-Baptiste de Buckminster (en) a été principalement construite entre 1250 et 1350 en calcaire. Exceptionnellement, la tour et la flèche de la broche se trouvent au-dessus de l'extrémité est du bas-côté sud.
Le mausolée Dysart se dresse à l'est de l'église et est entouré de grilles. Il a été conçu par Halsey Ricardo (en) et construit par les administrateurs du domaine de Lionel Tollemache (8e comte de Dysart) (en), décédé en 1878. C'est un bâtiment classé Grade II.

## Installations
Il y a un magasin de village sur la rue principale. La salle des fêtes a été construite en 2012, juste à côté de la rue principale et dispose d'un grand parking pour les événements en soirée. Buckminster Barn offre un lieu pour des conférences d'une journée, des mariages et d'autres événements.
L'école primaire de Buckminster se trouve à 800 mètres au sud du village de Buckminster, sur la route de Sewstern (en). Il a été classé bon par Ofsted en 2014.
Le Buckminster Gliding Club (en) basé à proximité de l'aérodrome de Saltby (en) porte le nom du village. Buckminster United Football Club est un club de football amateur basé dans le village.